# The Gang’s All Here
The Gang’s All Here (рус. Вся банда в сборе) — второй студийный альбом кельтик-панк-группы Dropkick Murphys, вышедший в 1999 году.

## Об альбоме
The Gang’s All Here записан в 1998 году на студии Hellcat Records, основанной вокалистом панк-группы Rancid Тимом Армстронгом. Его продюсером выступил ещё один участник Rancid Ларс Фредериксен.
«The Gang’s All Here» — первый альбом группы, в котором принял участие новый вокалист коллектива Эл Барр (в прошлом участник стрит-панк-группы The Bruisers) после ухода Майка Макколгана.
На песню из сингла «10 Years Of Service» был снят видеоклип получивший ротацию на MTV.

## Список композиций
- Авторы всей музыки и песен Dropkick Murphys.

1. «Roll Call» — 0:32
2. «Blood and Whiskey» — 1:47
3. «Pipebomb on Lansdowne» — 1:50
4. «Perfect Stranger» — 1:58
5. «10 Years of Service» — 2:45
6. «Upstarts and Broken Hearts» — 2:56
7. «Devil’s Brigade» — 1:27
8. «Curse of a Fallen Soul» — 3:00
9. «Homeward Bound» — 2:00
10. «Going Strong» — 3:06
11. «The Fighting 69th» (Traditional) — 3:13
12. «Boston Asphalt» — 1:39
13. «Wheel of Misfortune» — 3:50
14. «The Only Road» — 2:11
15. «Amazing Grace» (John Newton)- 2:38
16. «The Gang’s All Here» — 7:59
  - Содержит скрытый трек гитариста Рика Бартона

## Участники записи
- Эл Барр — лид-вокал
- Рик Бартон — гитара
- Кен Кейси — бас
- Мэтт Келли — барабаны
- Джо Дилэни — волынка в песне «Amazing Grace»
- Джонни Каннингем — скрипка в песнях «Wheel of Misfortune» и «The Gang’s All Here»
- Tularch Ard Pipe and Drum Corps — барабаны в песне «Roll Call»
- Джим Сигал — инженер
- Томас «Ти Джей» Джонсон — инженер в песне «Roll Call»
- Марко Альмера — кавер